# 浦東県
浦東県（ほとう-けん）は中華人民共和国上海市にかつて存在した県。現在の浦東新区の一部に相当する。

## 歴史
1958年、東昌区及び東郊区が統合され浦東県が設置された。1961年に廃止となり、管轄区域は川沙県、黄浦区、南市区、楊浦区に分割編入された。